# 香港の星
『香港の星』（ほんこんのほし）は、1962年7月14日に公開された日本映画。製作は東宝とキャセイ・オーガニゼーション。配給は東宝。千葉泰樹監督作品。カラー。東宝スコープ。

## 概要
「二人の息子」の千葉泰樹監督が手がけたメロドラマ。東宝と、香港のキャセイ・オーガニゼーションが合作し、日本俳優・宝田明と香港女優・尤敏が主演した『香港』シリーズの第2作。

## キャスト
- 長谷川透：宝田明
- 王星(王連)：尤敏
- 王椿伯：王引
- 杉本可那子：団令子
- 杉本玄太郎：山村聡（特別出演）
- 杉本那津子：沢村貞子
- 張英明：林冲
- マダム早苗：草笛光子
- 春山香港支社長：小泉博
- 本多：太刀川寛
- 大塚：藤木悠
- 町田：関田裕
- 中野女史：久慈あさみ
- 咲子：東郷晴子
- 修平：加東大介
- 松本博士：田崎潤
- 女中：馬笑儂
- 男：マー・リー
- ホステス：芝木優子
- バーテン：中山豊
- 雑誌社のカメラマン：岡豊
- 雑誌社のカメラマン助手：井上大助
- 男：津田彰
- 給仕娘：瓜生登代子
- メイド：三田照子
- ボーイ：広瀬正一
- 喫茶娘：内山みどり
- 女店員：中真千子
- 女中：矢野陽子
- 女店員：魏慧貞
- ボーイ：ユー・チョンハン

## スタッフ
- 監督：千葉泰樹
- 脚本：笠原良三
- 製作：藤本真澄、鍾啓文
- 撮影：西垣六郎
- 美術：阿久根巖、費但夷
- 音楽：松井八郎
- 録音：矢野口文雄
- 照明：西川鶴三
- スチール：岩井隆志

## 映像ソフト
- 東宝からビデオソフト（VHS）が発売・レンタルされたが廃盤、現在はDVD化はされていない。

## 同時上映
- 『日本一の若大将』